# خانه کربلایی اسحاق قارنی
خانه کربلایی اسحاق قارنی مربوط به دوره قاجار است و در قائن، مابین خیابان امام خمینی و خیابان جانبازان، خیابان جانبازان ۹ واقع شده و این اثر در تاریخ ۲۵ اسفند ۱۳۷۹ با شمارهٔ ثبت ۳۴۶۰ به‌عنوان یکی از آثار ملی ایران به ثبت رسیده است.